# Žeravice (Přerov)
Žeravice (německy Zerawitz) jsou vesnice, část statutárního města Přerova. Nachází se asi 5,5 km na severozápad od Přerova. V roce 2009 zde bylo evidováno 265 adres. V roce 2001 zde trvale žilo 558 obyvatel.
Přerov XII-Žeravice leží v katastrálním území Žeravice o rozloze 2,82 km2.

## Název
Na vesnici bylo přeneseno původní pojmenování jejích obyvatel Žiravici (v nejstarším dokladu z roku 1078 zapsáno jako Zirowiczi) odvozené od osobního jména Žirava, což byla domácká podoba některého jména obsahujícího -žir (např. Kroměžir, Vrtěžir, Ranožir). Význam obyvatelského jména byl "Žiravovi lidé". Samohláska e v první slabice je nářeční.

### Lapač
Na jih od středu obce se nachází samota Lapač (německy Lapatsch), která byla založena roku 1772 Arnoštem svobodným pánem Petrášem na 4 lánech při hostinci stejného názvu. Roku 1834 zde bylo 7 domků a roku 1927 již 14 chalup.